# Église Saint-Ybars de Saint-Ybars
Pour les articles homonymes, voir Église Saint-Sernin.
L'église Saint-Ybars de Saint-Ybars, encore appelée église Saint-Éparche, est un édifice de style composite du XIIIe siècle - modifié au XVIe siècle -  sur la commune de Saint-Ybars, dans le département de l'Ariège, en région Occitanie.

## Description
C’est une église de style gothique ayant largement évolué au XVIe siècle, avec un clocher hexagonal inachevé dont la base laisse envisager qu'il était inclus dans la fortification de la bastide.

## Localisation
Elle se trouve au village à 287 m d'altitude, accessible par la RD 10b.

## Historique
Elle a été bâtie au cœur de la première bastide du comté de Foix fondée en 1241 à plus d'un kilomètre du premier village.
L'influent évêque de Rieux Jean de Pins y fonde une collégiale en 1527.
L'église fait d'abord l'objet d'un classement partiel pour sa porte méridionale avec ses arcades et sa menuiserie au titre des monuments historiques par arrêté du 20 avril 1907. L'église est ensuite classée en totalité y compris son décor peint, par arrêté du 11 décembre 1987.

## Mobilier
Une statue de saint Antoine le Grand ou de saint Jérôme en bois doré du XVIIe siècle est présente dans une chapelle de l'église et la statue est classée au titre objet des monuments historiques,, d'autres éléments tels que des statues, peintures et objets liturgiques sont référencés dans la base Palissy.

## Galerie

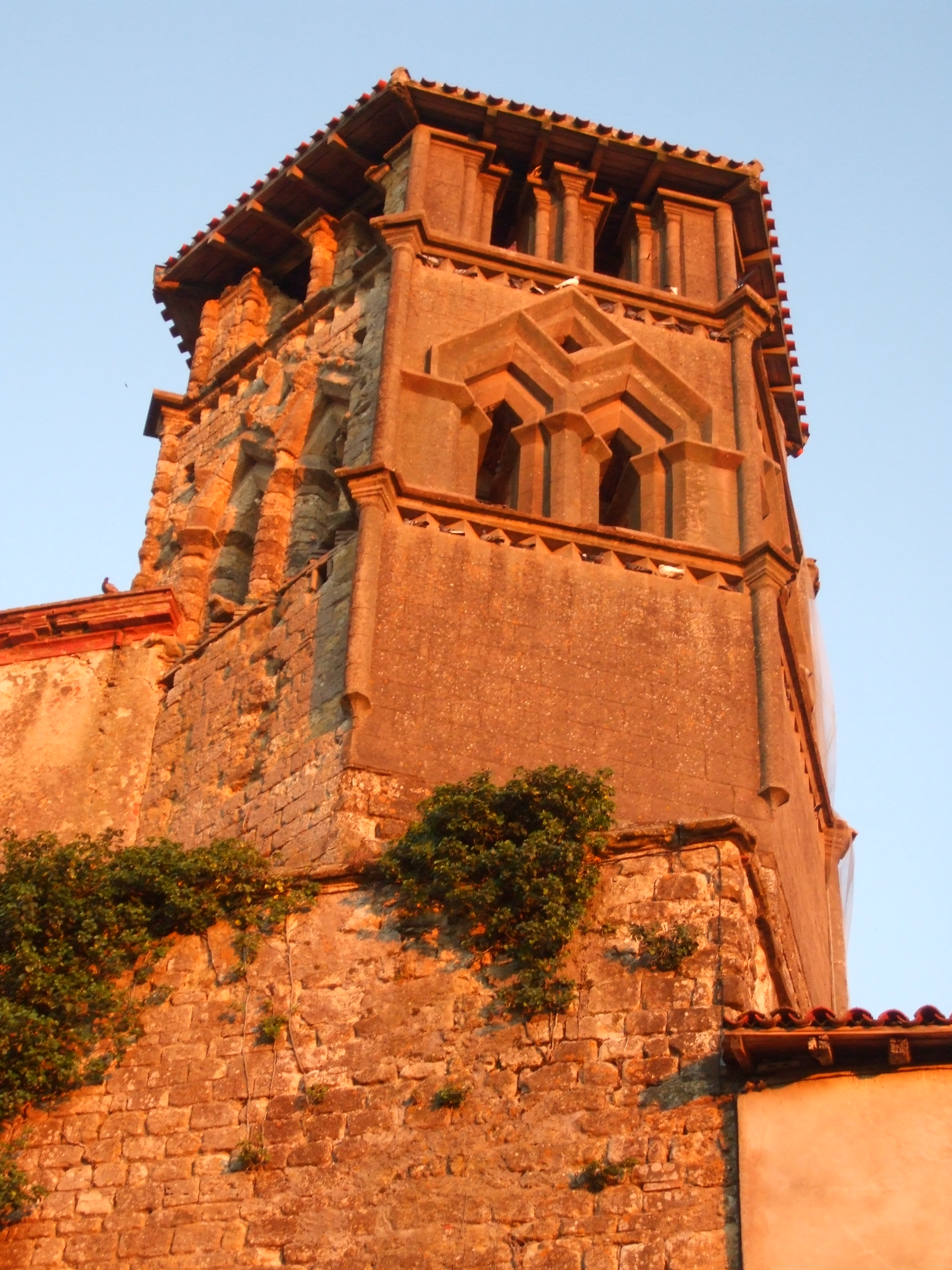
Clocher hexagonal à trois étages.

## Valorisation du patrimoine
Créée en 2008, l'Association culturelle et historique éparchoise s'implique notamment pour l'entretien et la promotion de l'église. Ainsi, a été confiée la restauration des vitraux à Pierre Rivière, peintre et vitrailliste en Ariège depuis 1976.
La Fondation du patrimoine a ouvert une souscription afin de rénover le clocher.